# Миронов, Павел Васильевич
Павел Васильевич Миронов (8 [21] сентября 1900, село Васильевка,Тамбовская губерния — 29 октября 1969, Москва) — советский военачальник, гвардии генерал-лейтенант (22 февраля 1944 года). Герой Советского Союза (28 апреля 1945 года).

## Начальная биография
Павел Васильевич Миронов родился 8 (21) сентября 1900 года в селе Васильевка Тамбовского уезда Тамбовской губернии (ныне — Токаревского района Тамбовской области).
В 1912 году окончил три класса сельской школы, после чего работал в сельском хозяйстве. Одновременно с 1917 по 1918 годы был секретарём Васильевского волостного комитета бедноты, а с января по март 1919 года — секретарём Васильевской волостной ячейки РКП(б).

## Гражданская война
В ноябре 1919 года Миронов был призван в ряды Красной Армии и направлен на учёбу на Тамбовские командные курсы, после окончания которых с сентября 1920 года служил на должностях помощника командира и командира роты караульного батальона Благодарненского уездного военного комиссариата (Ставропольская губерния). С февраля 1921 года служил на должностях помощника командира и командира роты 117-го стрелкового полка (Отдельная Кубанская стрелковая бригада, Кавказский фронт), принимал участие в боевых действиях против повстанцев на Кубани и в Ставрополье.

## Межвоенное время
В августе 1921 года был направлен на учёбу в Высшую тактико-стрелковую школу комсостава РККА им. III Коминтерна, после окончания которой в сентябре 1922 года был назначен на должность помощника командира роты (110-й стрелковый полк, 37-я стрелковая дивизия, Северо-Кавказский военный округ).
С августа 1923 года служил на должностях помощника командира и командира роты, помощника командира батальона в составе 66-го стрелкового полка (22-я стрелковая дивизия), в сентябре 1926 года — на должность командира батальона 222-го стрелкового полка (74-я стрелковая дивизия), в апреле 1931 года — на должность начальника штаба 84-го горнострелкового полка (28-я горнострелковая дивизия), в феврале 1932 года — на должность начальника штаба 282-го стрелкового полка (94-я стрелковая дивизия, ОКДВА), в мае того же года — на должность начальника штаба, затем — на должность командира 82-го горнострелкового полка, в октябре 1938 года — на должность помощника командира 28-й горнострелковой дивизии, а в августе 1939 года — на должность командира 107-й стрелковой дивизии (Сибирский военный округ).
В ноябре 1940 года был направлен на учёбу на курсы усовершенствования начальствующего состава при Военной академии имени М. В. Фрунзе.

### Великая Отечественная война
В сентябре 1941 года после окончания курсов Миронов был вновь назначен на должность командира 107-й стрелковой дивизии, отличившейся в ходе Смоленского сражения и преобразованной 26 сентября в 5-ю гвардейскую стрелковую дивизию за героизм, проявленный в боях. Вскоре дивизия под командованием П. В. Миронова принимала участие в ходе оборонительных боёв под Москвой, в Калужской и Ржевско-Вяземской наступательных операциях, а также при освобождении городов Таруса и Кондрово.
В апреле 1942 года был назначен на должность командира 7-го гвардейского стрелкового корпуса, который принимал участие в ходе Ржевско-Вяземской и Смоленской наступательных операций.
19 января 1944 года Миронов был назначен на должность командира 37-го гвардейского стрелкового корпуса, который в августе был преобразован в 37-й гвардейский воздушно-десантный, а в декабре — вновь в 37-й гвардейский стрелковый. Корпус принимал участие в ходе Свирско-Петрозаводской наступательной операции и освобождении города Олонец, а затем в Венской и Пражской наступательных операциях. С марта по апрель 1945 года корпус в результате обходного манёвра прошёл более 300 километров и вышел в район города Вена (Австрия), освободив около 400 населённых пунктов, в том числе 8 городов.
Указом Президиума Верховного Совета СССР от 28 апреля 1945 года за умелое командование корпусом и проявленные мужество и героизм гвардии генерал-лейтенанту Павлу Васильевичу Миронову присвоено звание Героя Советского Союза с вручением ордена Ленина и медали «Золотая Звезда».

### Послевоенная карьера

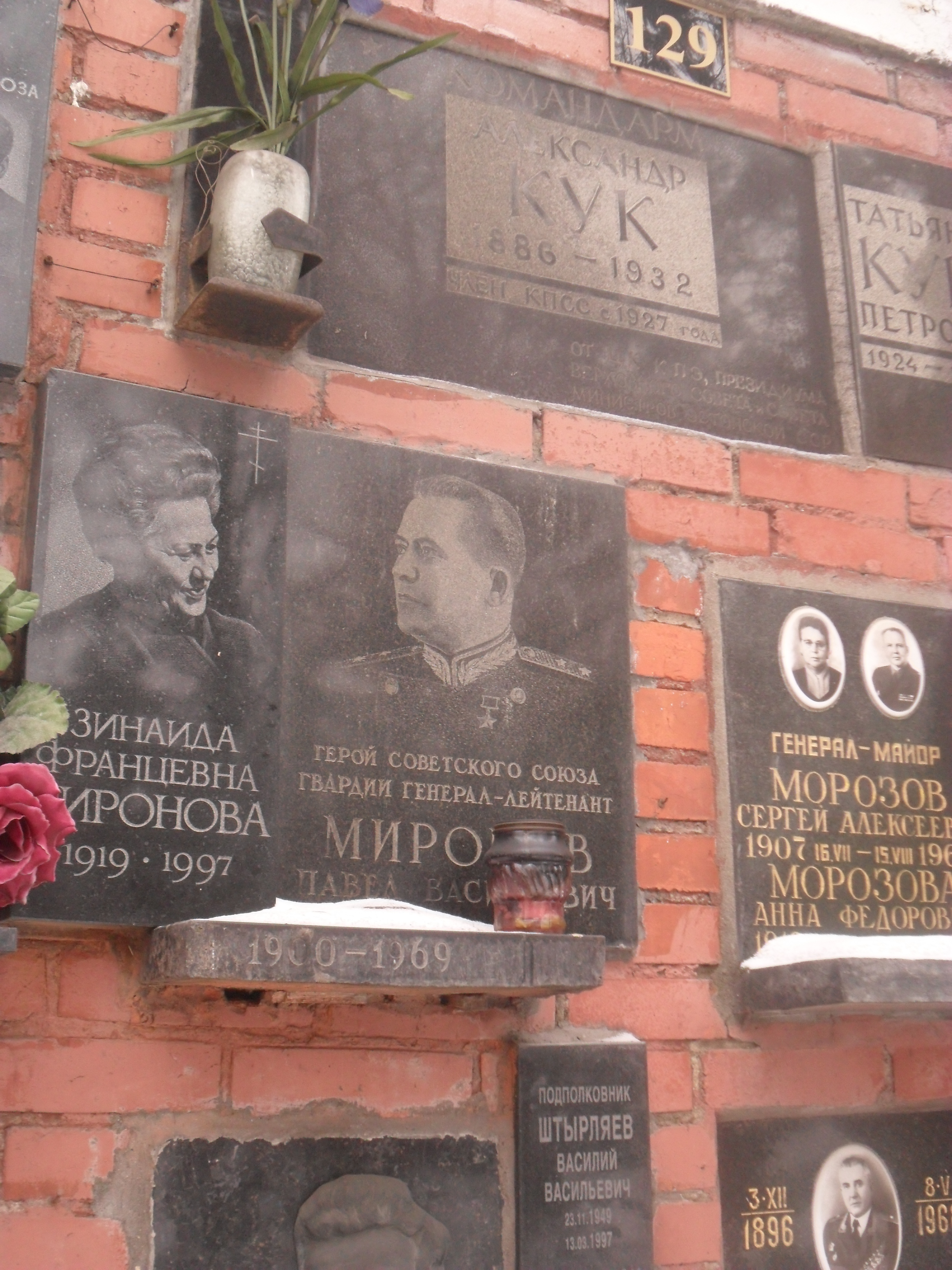
Плита колумбария Миронова на Новодевичьем кладбище Москвы.

После окончания войны Миронов продолжил командовать этим корпусом.
В мае 1946 года был направлен на учёбу на Высшие академические курсы при Высшей военной академии им. К. Е. Ворошилова, после окончания которых в январе 1947 года был назначен на должность заместителя командующего ВДВ по боевой подготовке, в августе 1948 года — на должность командира 34-го гвардейского стрелкового корпуса, в декабре 1950 года — на должность старшего преподавателя Высшей военной академии имени К. Е. Ворошилова, в ноябре 1953 года — на должность командира 19-го стрелкового корпуса, в июне 1955 года — на должность помощника командующего войсками Ленинградского военного округа по боевой подготовке, а в марте 1958 года — на должность начальника военной кафедры Московского экономико-статистического института.
Генерал-лейтенант Павел Васильевич Миронов в апреле 1959 года вышел в отставку. Жил в Москве в «Генеральском доме» (Ленинградский проспект, 75). Умер 29 октября 1969 года в Москве. Похоронен на Новодевичьем кладбище.

## Награды
СССР:
- Медаль «Золотая Звезда» Героя Советского Союза (21.02.1945);
- два ордена Ленина (21.02.1945; 28.04.1945);
- четыре ордена Красного Знамени (12.04.1942; 3.06.1944; 3.11.1944; 15.11.1950);
- орден Суворова 1-й степени (21.07.1944);
- орден Кутузова 2-й степени (28.09.1943);
- орден Красной Звезды (22.02.1941);
- медали.

Других стран:
- Орден «За выдающиеся заслуги» (Великобритания, 05.1943);
- Орден Заслуг Венгерской Народной Республики (ВНР)

Почётные звания:
- Почётный гражданин городов Таруса (Калужская область) и Вена (Австрия).

## Память
- Имя Героя высечено золотыми буквами в зале Славы Центрального музея Великой Отечественной войны в московском Парке Победы.
- Установлен надгробный памятник на могиле Героя на Новодевичьем кладбище.
- Именем Миронова названа улица в посёлке Токаревка (Тамбовская область).
- Именем Миронова названа улица в городе Таруса (Калужская область).

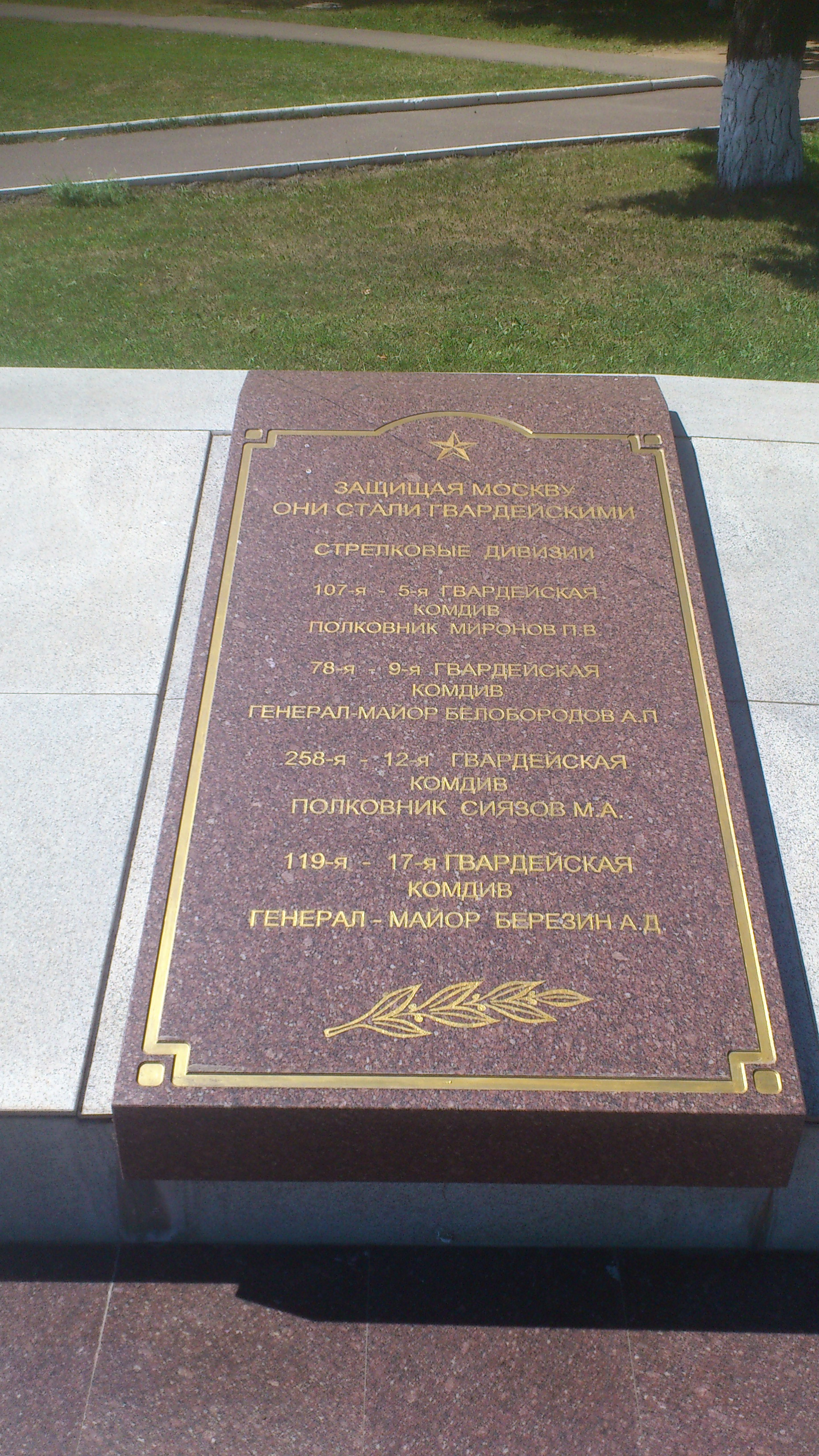
Имя комдива 5 гв. сд П. В. Миронова высечено на плите мемориального комплекса «Воинам-сибирякам».
Мемориальный комплекс «Воинам-сибирякам», Ленино-Снегирёвский военно-исторический музей.

## Воинские звания
- Майор (24.01.1936);
- полковник (21.11.1938);
- генерал-майор (10.01.1942);
- генерал-лейтенант (22.02.1944).